# Søren Gosvig Olesen
Søren Gosvig Olesen (født 1956) er lektor i filosofi ved Københavns Universitet og opnåede i 1998 habilitationsgraden ved Université de Nice for afhandlingen Wissen und Phänomen om forholdet mellem filosofi og videnskab. Gosvig Olesen har bl.a. oversat Martin Heidegger, Jacques Derrida, Michel Foucault og Giorgio Agamben til dansk, og han har skrevet en række bøger om fransk filosofi, dekonstruktion og fænomenologi.
I sine værker har Gosvig Olesen bl.a. behandlet, hvordan historien som grundvilkår påvirker menneskets muligheder for at erkende (Transcendental historie), foretaget filosofisk dekonstruktive gennemgange af begreber som 'identitet', 'modsætning' og 'forskel' (Dialog med dekonstruktionen), og udforsket hvordan en tidssvarende filosofi må forholde sig til sig selv og sine muligheder for at begribe sig selv og sin omverden (Forsøg med filosofien).
Filosoffen Per Jepsen redigerede i 2016 bogen Tænkningens veje på Forlaget Wunderbuch, der var er festskrift til Søren Gosvig Olesen i anledning af hans 60-års fødselsdag. Bogen indeholdt bidrag af Per Jepsen selv samt Esben Schjørring, Kasper Lysemose, Erik Skyum-Nielsen, Pia Lauritzen, Jørn Bjerre, Thomas Schwarz Wentzer, Sune Liisberg og Dorthe Jørgensen, der var inspirerede af Olesens forskning. 

## Italesættelse
Gosvig Olesen er ophavsmand til begrebet italesættelse. I 1978 oversatte han Foucaults formulering ”mise en discours” til den hidtil ukendte danske sammensætning italesættelse, et ord hvis udbredelse i det danske sprog siden har været omfattende - omend ofte i forvansket brug. Google registrerer over 20.000 forekomster af 'italesættelse' på internettet, ordet er blevet optaget i Den Danske Ordbog og i Retskrivningsordbogen, og dets hyppige anvendelse i humanistiske akademiske opgaver og publikationer er velkendt. Snarere end blot at være en kunstig akademisk pendant til formulering og det at formulere søger italesættelse og at italesætte at gengive måden, hvorpå Foucaults mise en discours spiller på mise en scène, som kendes på dansk som 'iscenesættelse'. Derfor betyder 'italesættelse' den måde, hvorpå noget (seksualitet, normalitet, sygdom, el.a.) konstrueres i diskurser i henhold til Foucaults øvrige teori om magt.[kilde mangler]

## Filosofiens materielle eksistens i teksten
Med værket La philosophie dans le texte (1982) behandlede Gosvig Olesen filosofien som tekstlig praksis i forlængelse af det fokus på materialitet og tekstualitet, der også har været fremherskende hos Derrida. I medfør af sin ambition om at søge eviggyldig sandhed må filosofien henvise til en idealitet, en ideal tekst, givet med ideal entydighed og forståelighed. Al filosofi er identitetstænkning, men i sproget er der, som Saussure har lært os, kun forskelle.[kilde mangler]

## De anonyme ideologier
I Tid og kritik (1987) udfolder Gosvig Olesen tanken om såkaldt anonyme ideologier, der betegner de uudsagte og uigennemtænkte ideologier, der trives efter de store ideologiers "død". Hvor klassisk ideologikritik lider under frigørelsens illusion om at beherskelsen kommer udefra, beskrives det her hvordan individ og samfund i lige så høj grad behersker sig selv gennem anonyme ideologier. Som eksempler på anonyme ideologier behandles journalisme, amerikanisme, psykologisme, ånden fra 68 og nyreligiøsitet. Kritikken af de anonyme ideologier, såvel som kritikken af naive kritikker af de anonyme ideologier, fører til en kritisk gentænkning af hvad kritik overhovedet vil sige: "Det kritiske trives ikke i forklaringen, men i sansernes åbning."

## Videnskab og filosofi
Gosvig Olesens disputats Wissen und Phänomen (1997) forsvarer tanken om videnskabernes implikation af et ontologisk fundament, som hverken videnskabsteori eller erkendelsesteori er i stand til at belyse. Afhandlingen gennemgår en udviklingslinje fra Edmund Husserl over Alexandre Koyré til Gaston Bachelard for at afsøge mulighederne for en ontologisk belysning af videnskaberne. Der konkluderes i en påpegning af al erkendelses afhængighed af sin genese. Tværtimod gængs antagelse er genese og gyldighed ikke uforenelige, men nødvendigt forbundne. Erkendelsens resultat gælder kun, for så vidt tankegangen frem til det gentages.

## Transcendental historie
'Transcendental historie' er en mulig disciplin, som Gosvig Olesen præsenterer i værket af samme navn fra 2000, der angår spørgsmålet om fænomenet historie og spørgsmålet om, hvordan historien definerer den menneskelige eksistens og betinger den menneskelige erkendelse. Historie betyder i denne henseende noget andet og mere end både hvad man forstår ved begrebet 'historie' i daglig tale, og hvad man forstår ved 'historie' i historievidenskaben. Hændelser eller genstande regnes ikke for historiske alene ved at være fortidige, og fortidigheden, der forbindes med det historiske, skygger også for, at nutidige hændelser og genstande kan være historiske. Historien optræder både som konstitueret af den menneskelige eksistens og som konstituerende af den menneskelige eksistens. Historien bliver først et problem for filosofien, hvor dennes udgangspunkt omkring Descartes' tid ikke længere er det evige, dvs. hvor filosofien bliver menneskelig.